# Andreas Köpke
Andreas Köpke (Quiel, 12 de março de 1962) é um ex-futebolista alemão que jogava como goleiro.
Disputou as Copas de 1990, 1994[carece de fontes?] e 1998, sendo titular nesta última, além das Eurocopas de 1992 e 1996, também como titular. Atualmente é treinador de goleiros na Seleção Alemã.

## Carreira
Em 22 anos como profissional, Köpke, que iniciou a carreira em 1979 no Holstein Kiel, time de sua cidade natal, jogou também no Charlottenburg e no Hertha Berlim, porém teve destaque pelo 1. FC Nürnberg, onde teve 2 passagens. Na primeira, que durou entre 1986 e 1994, o goleiro atuou em 235 e marcou 2 gols. Em 1993, ganhou o prêmio de Jogador Alemão do Ano.
Seu desempenho chamou a atenção do Eintracht Frankfurt, que o contratou em 1994. Dois anos depois, foi escolhido o melhor goleiro da temporada europeia. Atuou ainda pelo Olympique de Marseille durante 3 temporadas, voltando ao Nürnberg em 1999. Encerrou a carreira aos 39 anos, conquistando a Segunda Divisão em 2000-01.

## Seleção Alemã
Tendo jogado pela equipe olímpica da Alemanha Ocidental entre 1987 e 1988, Köpke estreou na seleção principal em 1990, contra a Dinamarca. No entanto, ele amargou o banco de reservas na campanha do título alemão, uma vez que Bodo Illgner foi o titular.
Em 1992, integrou o elenco vice-campeão da Eurocopa de 1992 (também como reserva) e participou também da Copa de 1994, porém o técnico Berti Vogts bancou Illgner novamente como titular do gol germânico. Só herdou a camisa 1 da Seleção após a Copa, depois que Illgner optou em abandonar precocemente a carreira internacional.
Com o status de novo titular da Nationalelf, Köpke conquistou o título da Eurocopa de 1996, o primeiro desde a reunificação alemã. Na Copa de 1998, a Alemanha avançou até as quartas-de-final, porém, com um elenco envelhecido, não foi páreo para a Croácia, que venceu por 3 a 0. Este foi o último jogo do goleiro pela Seleção Alemã, pela qual atuou 59 vezes.
Voltou à Seleção em 2004, agora como treinador de goleiros, função que exerce até hoje.

## Vida pessoal
Seu filho, Pascal, também seguiu a carreira de jogador, porém não como goleiro: joga pelo Erzgebirge Aue como atacante.

## Títulos
FC Nürnberg
- 2. Bundesliga: 2000–01

Seleção Alemã
- Copa do Mundo FIFA: 1990
- Eurocopa: 1996

### Individuais
- Seleção da Bundesliga: 1987–88, 1992–93, 1994–95
- Futebolista alemão do ano: 1993
- Seleção da Eurocopa: 1996
- Melhor Goleiro Europeu: 1996
- Melhor goleiro do mundo da IFFHS: 1996